# Ken McGregor
Kenneth Bruce McGregor (2. června 1929, Adelaide – 1. prosince 2007, Adelaide) byl australský tenista. Podle statistik Lance Tingaye byl v roce 1952 singlovou světovou trojkou. Toho roku vyhrál dvouhru na domácím grandslamu v Melbourne. Finále Australian Open hrál i v letech 1950 a 1951. Roku 1951 se probojoval do finále Wimbledonu, v němž podlehl Američanovi Dicku Savittovi. V Paříži bylo jeho maximem semifinále, nejméně se mu dařilo na US Open, kde nedošel dál než do 4. kola. Svých největších úspěchů ovšem dosáhl ve čtyřhře. Unikátním byl především rok 1951, kdy vyhrál se svým partnerem Frankem Sedgmanem mužskou čtyřhru na všech největších turnajích světa a připsal si ceněný kalendářní grand slam - Sedgman a McGregor se stali teprve druhým a třetím tenistou historie, kteří deblový kalendářní grand slam zkompletovali. Rok na to se jim málem podařilo tento úspěch zopakovat, ale po těžkém finálovém boji neobhájili titul na US Open. Přesto McGregorova a Sedgmanova šňůra sedmi grandslamových titulů v řadě je stále platným rekordem. V New Yorku McGregor získal i jeden titul v mixu, roku 1950 s Margaret Osborneovou duPontovou. S australskou reprezentací třikrát vyhrál Davisův pohár (1950, 1951, 1952), jeho bilance v této soutěži byla 6 výher a 3 prohry. Roku 1952 přešel k profesionálům, ale nebyl již tolik úspěšný. Tenisovou kariéru ukončil v pouhých 25 letech, aby se mohl věnovat australskému fotbalu. Byl vůbec všestranným sportovcem, věnoval se i kriketu a lakrosu. V roce 1999 byl uveden do Mezinárodní tenisové síně slávy.